# Anders Andersen (1846–1931)
Anders Andersen, född 22 oktober 1846 i Jevnaker, död 1 september 1931 i Røyken, var en norsk politiker och den första partiordföranden för det norska Arbeiderpartiet.
Arbeiderpartiet grundades 1887 i Arendal, som då var Norges ledande sjöfartsstad, och Andersen blev vald till ordförande. Partbildandet hade föregåtts av en serie konkurser i Arendal under 1886, vilket ledde till stora problem för arbetarna i staden. 1888 flyttades basen för det nya partiet till Kristiania och då tog Hans G. Jensen över som ordförande.
Andersen flyttade 1889 till Røyken i Buskerud fylke, där han fortsatte att vara aktiv i arbetarrörelsen som kommunalpolitiker och fackföreningsfunktionär.